# Juan Smith
Juanne Hugo Smith, detto Juan (Bloemfontein, 30 luglio 1981), è un rugbista a 15 sudafricano, terza linea del Toyota Verblitz in Top League e campione del mondo nel 2007 con gli Springbok.

## Biografia
Studente all'Università del Free State, nella cui squadra di rugby militò a livello provinciale, nel 2002 esordì in Coppa del Mondo U-21 nella Nazionale di categoria, e giunse anche il debutto in Currie Cup; la successiva convocazione negli Springbok nel 2003 e il passaggio al professionismo nelle file dei Cats con cui esordì in Super Rugby indussero Smith a interrompere gli studi.
L'esordio in Nazionale avvenne in giugno contro la Scozia, pochi mesi prima della Coppa del Mondo di rugby 2003 in Australia; scese in campo in quattro incontri del torneo in cui gli Springbok si classificarono quarti; nel 2005 passò dai Cats ai Central Cheetahs con cui disputa il Super Rugby a partire dall'edizione 2006.
Fu convocato anche per la Coppa del Mondo di rugby 2007, competizione nel corso della quale scese in campo in tutti i sette incontri in cui il Sudafrica fu impegnato, e che si risolsero in sette vittorie che laurearono gli Springbok campioni del mondo.
Nel marzo 2011 è incorso in un infortunio al tendine di Achille durante una gara di Super 15, a causa del quale la sua stagione sportiva è terminata; allo stato appare tuttavia garantita la presenza di Juan Smith alla Coppa del Mondo di rugby 2011.

## Palmarès
- Coppe del mondo: 1
Sudafrica: 2007
- Campionati francesi: 1
Tolone: 2013-14
- Heineken Cup: 1
Tolone: 2013-14
- Champions Cup: 1

Tolone: 2014-15
- Currie Cup: 1
Free State Cheetahs: 2005